# 活页本

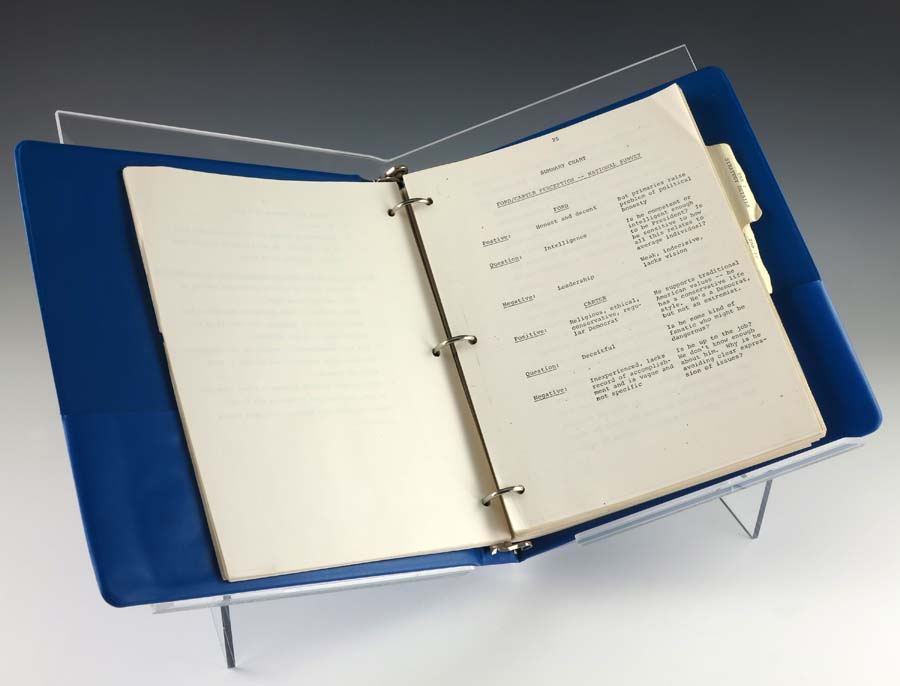
3孔活页夹

活頁本（又称活页夹）是一种通过金属或塑料夹具固定并收纳活页纸的笔记本。在不同国家，由于通用的纸张的尺寸不同，活页本的夹具的形式也不同。日本、中国生产的活页本主要有全孔（例如20、26、30孔）或2～9孔（2、3、4、6、9孔，具体选择基于活页纸的尺寸）的形式；北美生产的活页本主要为3孔搭配 letter 尺寸纸张使用。
活页本须配合活页纸使用，同时有其他多种配件在售，如拉链袋、便携书签等。

## 歷史
德國弗里德里希·索內肯於1886年在波恩發明了活頁本。他還於1886年11月14日註冊了一項專利，名為Papierlocher für Sammelmappen（“文件夾用打孔機”，或打孔機）。德國路易斯·萊茨（萊茨的創辦人）後來在斯圖加特-費爾巴赫的活页本發展中進行了一些重要的改進。萊茨引入了活页本側面的“指插孔”，以幫助從擁擠的書架中取出，從而創造了現代的活页本。
ISO標準的兩個孔根據ISO 838間距為80（3.1英寸）。四孔版本沒有ISO標準。孔之間的距離為80（3.1英寸）（3 × 8）。
另一種活页本的設計於1889年由安德烈亞斯·滕瓦爾在瑞典赫爾辛堡發明，並於1890年以“Trio binder”的名義專利註冊，以商業合作社“Trio”為名，由滕瓦爾和兩名合夥人共同創立。滕瓦爾的設計使用四個環，分為兩組成對。滕瓦爾的Trio binder的孔位置仍然被用作瑞典的業界標準，稱為triohålning。這些孔之間的距離為21（0.83英寸）、70（2.8英寸）和21（0.83英寸）。
威廉·P·皮特於1904年12月20日獲得專利號778070，發明了一種成為美國標準的3環活页本。北美的業界標準間距為4.25英寸（108）。

## 變化
活页本有多種標準尺寸，涉及容量和紙張尺寸。使用ISO紙張尺寸（由ISO 216指定）的國家，大多數國家使用二孔或四孔系統來固定A4頁。
在加拿大和美國最常見的是三環系統，用於信紙尺寸（81⁄2乘11英寸或220乘280），其尺寸與ISO 216基準的A4尺寸相似。標準的81⁄2乘11英寸（220乘280）紙張有三個孔，間距為41⁄4英寸（110）。 "Ledger"尺寸的活页本可容納11乘17英寸（280乘430）紙張，可使用標準的3環孔距或多個額外的環。
從打孔到紙張最近邊的距離不太重要，因為小差異不會影響紙張和活页本的兼容性。從紙張邊緣到孔的中心的典型距離為0.5英寸（13），北美地區的孔的典型直徑範圍從0.25英寸（6.4）到0.31英寸（7.9）。
有關打孔的業界標準可參見打孔機。
日本使用一種獨特的系統，稱為J-Binder。該系統兼容A4和B5紙張的不同產品。A4版本使用30個緊密排列的環，而B5版本使用26個。還存在不太常見的變體，如20個環的A5版本。參見活頁紙關於與活页本一起使用的活頁紙。
許多多功能記事本和備忘錄本使用六孔或七孔系統。大多數系統將環放在紙張的左側，但也有將環（被綁定器封面遮蓋）放在頂緣，類似於夾板。
大多數活页本封面由三個部分製成，類似於精裝書的方式，由三塊板材和乙烯基或其他材料的片材和鉸鏈固定在一起。材料種類多種多樣。一些活页本的外部有一個透明套，可用於封面頁，內面有口袋，可放置零散的文件、名片、光盤等。還有拉鍊活页本，可以拉上拉鍊，防止文件掉落。有些活页本可放在相配的外盒中，以提供更大的保護；可以是每個活页本一個外盒，也可以是一個外盒裝著多個活页本。
還可以將紙張插入資料袋中。資料袋已預打孔，可以保護文件不皺褶。